# Lydia Fischer
Lydia Anna Fischer, geborene Hornbacher (* 15. Februar 1949 in Ottendorf (Ahlerstedt)), ist eine deutsche Politikerin (CDU) und ehemaliges Mitglied der Hamburgischen Bürgerschaft.

## Leben
Lydia Fischer ist gelernte Erzieherin und war langjährig mit Kindern und Jugendlichen tätig.
Sie leistet ehrenamtliche Arbeit im kirchlichen und Jugendbereich. Zudem betreut sie eine Seniorenwohnanlage. Sie ist Mitglied in den Bürgervereinen Süderelbe und Wilhelmsburg, im Verein Freunde der Kunsthalle und ist Gründungsmitglied des Vereins „Freunde des Harburger Theaters“.
Sie war von 1973 bis zu seinem Tod im Januar 2025 verheiratet mit dem ehemaligen Bürgerschaftsabgeordneten Ralf-Dieter Fischer und hat mit ihm zwei Töchter.

## Politik
Fischer ist seit 1974 Mitglied der CDU und war in verschiedenen Ämtern auf Orts- und Kreisebene tätig. Sie war von 1991 bis 2004 Mitglied der Bezirksversammlung Harburg. Von 2001 bis 2004 war sie dort Fraktionsvorsitzende ihrer Partei.
Sie war von 2004 bis 2011 Mitglied der Hamburgischen Bürgerschaft. Dort war sie Mitglied des Fraktionsvorstandes. Schwerpunkt ihrer politischen Arbeit im Parlament waren soziale Themen, Kinder und Jugendliche. Für ihre Partei war sie im Gesundheitsausschuss, Sozialausschuss (seit 2008 erweitert in Sozial- und Gleichstellungsausschuss) sowie Familien-, Kinder- und Jugendausschuss. Zudem vertrat sie die Fraktion in der 18. Wahlperiode im Sonderausschuss Vernachlässigte Kinder und in der Enquete-Kommission Schulentwicklung.
Im Februar 2008 zog sie nach der Bürgerschaftswahl als direkt gewählte Abgeordnete im Wahlkreis 17 Süderelbe erneut in die Hamburgische Bürgerschaft ein.